# Хорватское освободительное движение
Хорватское освободительное движение (хорв. Hrvatski oslobodilački pokret) — хорватская усташская ссыльная террористическая группа (с 1991 года политическая партия), основанная в 1956 году в Буэнос-Айресе поглавником Независимого государства Хорватии Анте Павеличем и хорватской эмиграцией. Среди основателей движения были Джафер Куленович и Векослав Вранчич, члены усташского правительства НГХ.
Целью организации являлось восстановление Независимого государства Хорватии в провозглашённых им пределах. Несмотря на свой ярый радикальный характер, Хорватское освободительное движение стремилось добиваться своей цели преимущественно политическими методами. После распада Югославии организация легализовалась и с октября 1991 года стала политической партией в Хорватии. Однако её участие в выборах 1992 и 2007 года закончилось полным провалом: в независимой Хорватии партию считали маргинальной. Тем не менее, она существует и по сей день, сохраняя свои отделения в Канаде (Торонто и Ванкувер) и Австралии (Мельбурн и Сидней).
Властями СФРЮ Хорватское освободительное движение расценивалось как террористическая организация. Также его считали враждебным представители Хорватского революционного братства как движением, искажающим идеологию хорватского национализма.

## Аргентинский период
Хорватское освободительное движение (сокращённо ХОП) было образовано после Второй мировой войны. Большую роль в образовании движения сыграла Вишня Павелич, дочь поглавника Анте Павелича. В Израиле в то время безуспешно требовали от Аргентины выдать Павелича как военного преступника, а после попытки покушения Благое Йововича Павелич бежал через Чили в Испанию, где нашёл убежище у Франсиско Франко. Зять Павелича Сречко Пшеничник перевёл штаб-квартиру ХОП из Буэнос-Айреса в Торонто в 1960 году после смерти поглавника, став новым руководителем движения и начав издавать газету «Независимое государство Хорватия», в котором постоянно публиковались антиюгославские памфлеты и провокационные заявления.

## Движение в Северной Америке
25 июня 1964 за серию убийств и диверсий были осуждены на длительные сроки лишения свободы несколько боевиков Хорватского освободительного движения, заброшенные на территорию Югославии. В то время ячейкой ХОП в США руководил Степан Хефер, занимавший пост министра сельского хозяйства и природоохраны в Независимом государстве Хорватии. После смерти Хефера в 1973 году главой ХОП в США стал Антон Боначич, занимавший пост культурного атташе в министерстве иностранных дел НГХ. Боначич был известен как писатель и антикоммунистический пропагандист, постоянно твердивший о непримиримой борьбе хорватов за восстановление своей независимости. Он оставался во главе американской ячейки до октября 1981 года.

## Движение в Австралии
Австралийская и Океанийская ячейка была создана в 1963 году, её главой стал беглый усташ Сречко Ровер, получивший вид на жительство в 1948 году. Хефер руководил и австралийской ячейкой с 1967 года до своей смерти, и в течение нескольких последующих лет боевики ХОП предприняли несколько попыток терактов на территории югославского посольства в Австралии, а также даже угнать самолёт JAT Airways. Австралийские политики не могли закрывать глаза на такие выходки хорватских эмигрантов, и сенатор парламента Австралии О’Бёрн, представлявший Тасманию, начал вести открытую кампанию против Хорватского освободительного движения. В начале 1970-х годов австралийская Либеральная партия фактически была правящей в парламенте, и многие члены ХОП состояли в Либеральной партии, тем самым гарантируя себе защиту от преследований в обстановке холодной войны. Но после прихода к власти Лейбористской партии и перестановок в парламенте главный прокурор Австралии санкционировал и прослушивание подозреваемых в терроризме Сречко Ровера и Фабияна Ловоковича (последний был главой ХОП). Выяснилось, что хорватские террористы проходили обучение в военном лагере у Водонги в штате Виктория.

## Международная поддержка
Хорватское освободительное движение было самым радикальным движением хорватской эмиграции: в 1980-е годы оно особенно открыто продвигало идею о восстановлении НГХ в границах 1941 года с неофашистской диктатурой во главе, в чём ХОП заручился поддержкой от Хорватского национального сопротивления. Эти террористические организации отправляли своих шпионов в культурные общества и в гражданские организации хорватской диаспоры во всём мире, поддерживая насилие против сербов. Фактически ХОП считался неонацистской организацией, несмотря на все его попытки скрыть это. ХОП состоял во Всемирной антикоммунистической лиге вместе с рядом других хорватских террористических и неонацистских движений.

## 1990-е годы
После распада Югославии ХОП перебрался в Загреб в 1991 году, легализовавшись как политическая партия. Главой партии стал Сречко Пшеничник, зять Павелича, однако на выборах партия успехов не добилась. В Хорватии она и сейчас считается маргинальной, поскольку в 1990-е успела отметиться рядом скандальных действий и заявлений: так, в 1997 году она финансово поддержала организацию поминальной службы по Анте Павеличу в римско-католической церкви св. Доминика в Сплите.
В 1998 году на Хорватское освободительное движение подали в суд, и это дело стало известно как Дело банка Ватикана или «Альперин против Банка Ватикана». Группа переживших Холокост обвинила Банк Ватикана, орден францисканцев в Хорватии и Хорватское освободительное движение в сокрытии огромного количества золота и драгоценностей, которые усташи украли в годы Второй мировой войны у ряда граждан, пострадавших от нацистского и усташского террора. Требования заключались в возвращении награбленного. Однако в 2003 году истцам было отказано в удовлетворении иска, поскольку суд не имел соответствующей юрисдикции. 9-й окружной апелляционный суд Калифорнии в 2006 году подтвердил решение первого суда.